# Hypocacculus emendatus
Hypocacculus emendatus är en skalbaggsart som först beskrevs av Henri de Peyerimhoff 1917.  Hypocacculus emendatus ingår i släktet Hypocacculus och familjen stumpbaggar. Inga underarter finns listade i Catalogue of Life.